# Vrbno nad Lesy
Vrbno nad Lesy település Csehországban, Lounyi járásban. Vrbno nad Lesy Slavětín, Úherce, Toužetín, Peruc, Veltěže és Panenský Týnec településekkel határos. Lakosainak száma 203 fő (2024. január 1.).

## Népesség
A település lakosságának változását az alábbi diagram mutatja:
| Lakosok száma | 354  | 390  | 498  | 367  | 224  | 147  | 180  | 183  | 198  | 203  |
|               | 1869 | 1890 | 1921 | 1950 | 1980 | 2001 | 2017 | 2019 | 2022 | 2024 |